# Хироми
Хироми Уэхара (яп. 上原 ひろみ Уэхара Хироми, род. 26 марта 1979, Хамамацу, Сидзуока, Япония), также известная как «Хироми», — японская пианистка и джазовый композитор. Известна своей виртуозной техникой, энергичными живыми выступлениями и смешением в своих композициях различных музыкальных жанров, таких как пост-боп, прогрессивный рок, классика и джаз.

## Биография
Родилась 25 марта 1979 года в Хамамацу, Япония. Хироми начала изучать классическое фортепиано в возрасте шести лет. Ещё в процессе обучения она использовала не специальные музыкальные термины, а только цветовые характеристики: «Играй Красный», — когда требовалось показать темперамент, — «Играй Синий», — когда надо было показать грусть.
С 14 лет она играла в Чешском филармоническом оркестре. В 17 лет, услышав её игру, Чик Кориа приглашает девочку сыграть в рамках своего выступления в Токио. После нескольких лет сотрудничества с крупными японскими компаниями, такими как Nissan, она поступает в Музыкальный колледж Беркли в Бостоне, штат Массачусетс. Там её наставником был Ахмад Джамал. Ещё до окончания обучения Хироми начинает сотрудничество с Telarc International Corporation.
С момента своего дебюта в 2003 году, Хироми гастролирует по всему миру с выступлениями на различных джазовых фестивалях. Её выступления проходят на Ньюпортском джазовом фестивале 8 августа 2009 года, в парижской Олимпии 13 апреля 2010 года, после она начинает гастроли в составе The Stanley Clarke Trio.

### Hiromi’s Trio
В Hiromi’s Trio первоначально входили басист Mitch Cohn и барабанщик Dave DiCenso. В 2004 году она записывает свой второй альбом Brain с другими выпускниками Беркли — басистом Тони Греем и ударником Мартином Валихорой. В записи альбомов Brain и Voice принимал участие басист Энтони Джексон.

### Hiromi’s Sonicbloom
19 октября 2006 года к трио на выступлении в Луисвилле, штат Кентукки присоединяется гитарист David Fiuczynski. Он также участвует в записи альбомов Time Control and Beyond Standard и в настоящее время гастролирует вместе с группой.
Барабанщик Mauricio Zottarelli присоединился к Sonicbloom в турне 2009 года.

## Инструменты
Хироми играет на Yamaha CFIII-S concert grand piano, Nord Lead 2, Clavia Nord Electro 2 и Korg microKORG.

## Дискография
Студийные альбомы (как «Hiromi»)
- Another Mind (2003)
- Brain (2004)
- Spiral (2006)
- Place to Be (2009)

Akiko Yano — вокал к бонус-треку
Студийные альбомы (как «Hiromi’s Sonicbloom»)
- Time Control (2007)
- Beyond Standard (2008)

Студийные альбомы (как «The Trio Project»)
- Voice (2011)
- Move (2012)
- Alive (2014)
- Spark (2016)

DVDs
- Hiromi Live in Concert (2009, записан в 2005)
- Hiromi’s Sonicbloom Live in Concert (2007)
- Solo Live at Blue Note New York (2011)

Другие выступления
- Chick & Hiromi — Duet (2008, Япония; 2009) — концертный альбом записанный в клубе Blue Note Jazz Club совместно с Чиком Кориа.
- The Stanley Clarke Trio (совместно с Hiromi и Lenny White) — Jazz in the Garden (2009)
- Flashback — Triangle Soundtrack (2009)
- Tokyo Ska Paradise Orchestra — Goldfingers (2010)[8]
- The Stanley Clarke Band — The Stanley Clarke Band (2010)
- Akiko Yano и Hiromi — Get Together -LIVE IN TOKYO- (2011)